# Casa Memorială „Nicolae Grigorescu” din Câmpina

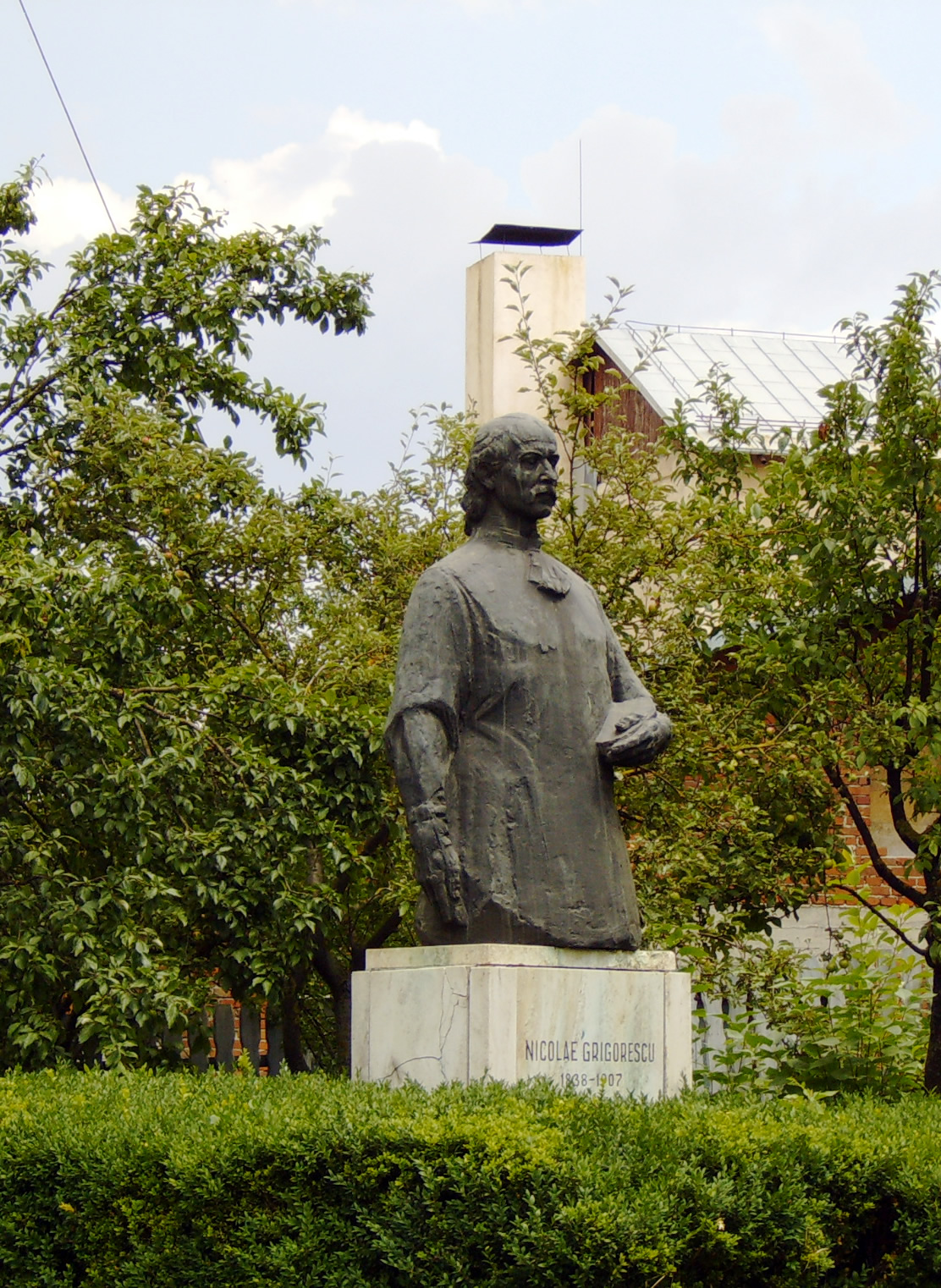
Statuia lui N. Grigorescu în curtea muzeului
monument istoric cu cod LMI PH-III-m-B-16873

Muzeul Memorial „Nicolae Grigorescu” este o casă-muzeu din orașul Câmpina (județul Prahova), în care a trăit și pictat Nicolae Grigorescu (1838-1907). Amplasat în B-dul Carol I nr. 166, muzeul ființează într-o clădire construită între anii 1902 - 1904, a fost arsă în primul război mondial și reconstituită după 50 ani. Adăpostește mobilier, obiecte personale, fotografii, scrisori, biblioteca (scrieri de artă, autografe ale scriitorilor contemporani artistului), picturi și desene (circa 102 lucrări) ale pictorului Nicolae Grigorescu (1838 - 1907), unul dintre ctitorii picturii românești moderne. În colecția de carte s-au păstrat volume cumpărate de pictor de-a lungul întregii vieți, cu un conținut foarte divers: artă, literatură, geografie, istorie, incluzând și exemplare rare, începând de la 1673

## Reconstrucția
Muzeul ființează într-o clădire construită în anul 1904, ce a ars complet în 1918. Reconstituirea casei construită inițial de către pictor s-a desfășurat între 1954 - 1955, iar muzeul memorial (parter și etaj) a fost pus la dispoziția publicului larg în 1957.

## Descrierea muzeului
Exteriorul casei este dominat de terasa de lemn care se întinde pe toată lungimea etajului, imprimându-i un aer cald și intim și amintind de foișoarele caselor țărănești românești. Terasa este sprijinită de console elegante de lemn. 

### Hol de intrare
Intrând în hol, surprinde căldura ambianței, care însoțește vizitatorii pe parcursul întregii case. Scara de lemn îmbie spre etaj. 
Sub casa scării este amenajat un colț exotic format din lucrări de factură orientală, colecționate de pictor în Istanbul în 1873: covoare, arme, vase, măsuțe și cutii pentru păstrarea diferitelor obiecte de preț, veșminte, papucei, o narghilea. Așezarea obiectelor este asemenea celei prezentate de artist într-un tablou surprinzător, plasat de muzeografi în acest spațiu. Este vorba despre pictura plasată pe peretele din stânga al holului. Jumătate din compoziție este figurată foarte detaliat, în stilul picturii academiste a secolului al XIX–lea, cealaltă jumătate fiind abia schițată. Lucrarea se vrea un gest de frondă la adresa celor care îl acuzau că nu știe a picta cum pictau contemporanii lui. A demonstrat prin aceasta că știința de a desena o avea, dar scopul lui artistic era altul, nu acela de a picta minuțios, ci acela de a sugera pictural numai ceea ce-și propusese. 
Acest colț cu obiecte orientale este recreat pentru a sugera o cameră. Închis pe trei părți de „pereți”, acesta se prezintă ca un spațiu decorativ și aglomerat de forme geometrice. Deja în acest prim intrând se poate intui dimensiunile întregii case și ale celorlalte încăperi. Totul este la dimensiuni umane, încălzit de lemnul prezent nu numai la scară, dar și în lambriul pereților. Înălțimea holului de intrare este diminuată de scara care oferă accesul la etaj. 

### Camera de zi
Prima încăpere de la parter, cea din dreapta intrării, era sufrageria în care se încingeau discuții cu prietenii: B. Delavrancea, Al. Vlahuță, G. Coșbuc, O. Goga, dr. C. I. Istrati. Acesta din urmă este cel care a încurajat, încă din timpul vieții pictorului, ideea înființării unui muzeu „Nicolae Grigorescu”. Această încăpere găzduiește una din variantele de mari dimensiuni ale „Carului cu boi”.

### Biblioteca
Biblioteca artistului este ocupată acum de piese de mobilier modeste, așa cum îi plăcea lui să fie totul, frumos și modest, noblețea și eleganța stilului fiind sesizabile mai ales în simfoniile de culori pe care le crea. În corpul de bibliotecă de află diverse volume, de la cele despre antichitatea greacă și latină până la literatura franceză a secolelor XVI – XVIII. Portrete ale membrilor familiei, păstorași și țărănci, ca și peisajele grigoresciene cu care suntem obișnuiți tronează pe pereții acestei încăperi. 

### Atelierul de pictură
Se pătrunde apoi în cea mai mare cameră a casei și cea mai importantă prin activitatea de creație care se desfășura aici: atelierul artistului. Este o încăpere bine luminată și generoasă în diversitatea spațiului. Obiectul pe care se ațintesc ochii este șevaletul pe care stă sprijinită una din ultimele lucrări ale artistului, neterminată: „La izvor”. Pereții sunt încărcați de picturi ale lui Grigorescu: „Autoportret”, „Apus de soare la Barbizon”, „Pastoriță stând”, „Ciobănaș cu turma”, „Care cu boi trecând un vad” etc. 
Uriașa tapiserie este probabil de factură franțuzească și datează din secolul al XVIII-lea. Piesele de mobilier sunt cumpărate de artist din Franța și se potrivesc foarte bine cu interiorul acesta definit de materialul viu și cald care este lemnul. Covoarele decorative care atârnă pe pereți sunt de factură orientală și provin din aceeași colecție pe care și-a format-o artistul la Istanbul. 

### Impresii
Adăpostind tablouri remarcabile ale lui Nicolae Grigorescu, muzeul din Câmpina are un alt mare avantaj: acela de a prezenta o serie de lucrări importante din creația artistului, în cadrul inițial în care se aflau. Recrearea interioarelor și a casei în întregime este o idee extraordinară și o plăcere pentru vizitatori. Astfel, opera celui mai important artist român este mai ușor de urmărit și privit, de înțeles și plăcut. Atmosfera învăluie pe vizitator de la primii pași în casă și îl urmărește mult timp după ce a părăsit-o.